# Thuốc lá (nông phẩm)
Thuốc lá là một sản phẩm nông nghiệp thu hoạch bằng cách lấy lá của những loài thực vật thuộc chi Nicotiana (cây thuốc lá). Nó có khả năng gây nghiện, người ta dùng nó để hút, nhai..., việc trồng cây thuốc lá đã gây ra nhiều tranh cãi. Chất nicotin trong thuốc lá (trung bình một điếu thuốc tẩm một lượng khoảng 1 mg nicotin) hoạt động như một chất kích thích cho các động vật có vú và là một trong những nhân tố chính chịu trách nhiệm cho việc lệ thuộc vào việc hút thuốc lá. Theo Hiệp hội Tim mạch Hoa Kỳ, "Nghiện nicotin đã và đang là những thói nghiện ngập khó bỏ nhất"
Loài thương mại chính là N. tabacum, được cho là loài bản địa của vùng nhiệt đới châu Mỹ, cũng giống như những loài nicotiana khác, nhưng nó đã được trồng rất lâu đời và không còn ai biết nguồn gốc hoa dại của nó nữa. N. rustica, một loài có lá cháy nhanh, có nguồn gốc ở Virginia, nhưng hiện nó được trồng chủ yếu ở Thổ Nhĩ Kỳ, Ấn Độ, và Nga. Nicotin alkaloit gây nghiện được coi là thành phần đặc trưng nhất của thuốc lá nhưng những tác hại của thuốc lá có thể có nguồn gốc từ hàng ngàn chất khác sinh ra trong khi hút ở dạng khói như polycyclic aromatic hydrocarbons (như benzopyrene), formaldehyde, cadmi, nicken, arsen, tobacco-specific nitrosamines (TSNAs), phenol, và nhiều chất khác. Thuốc lá cũng chứa các alkaloid beta-carboline là các chát ức chế oxy hóa các monoamin.

## Sản lượng toàn cầu

### Xu hướng

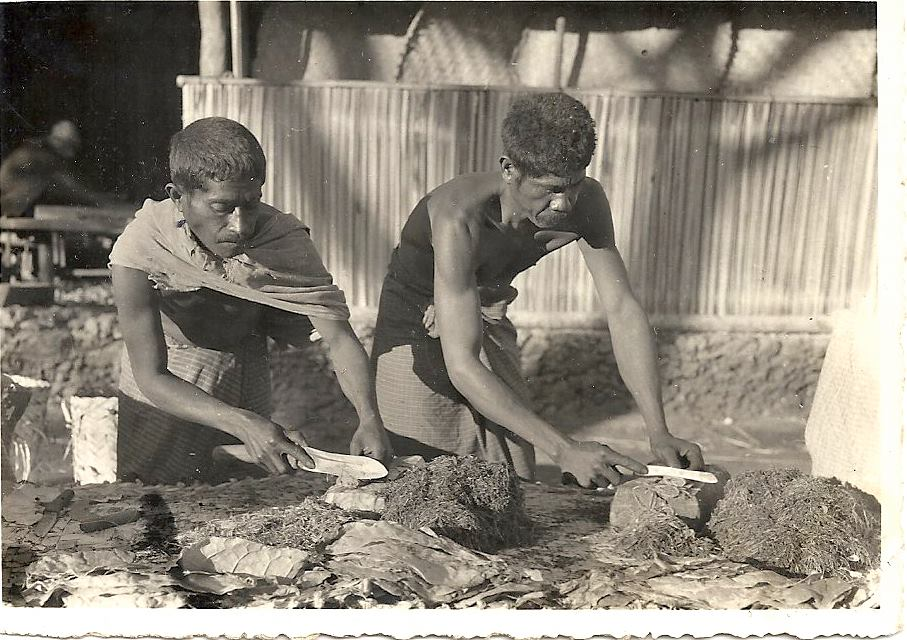
Sản xuất thuốc lá ở Timor Bồ Đào Nha thập niên 1930

Sản lượng lá thuốc tăng từ 40% giữa năm 1971, từ 4,2 triệu tấn, và năm 1997 khoảng 5,9 triệu tấn. Theo FAO, sản lượng lá thuốc đã được trông đợi đạt mốc 7,1 triệu tấn năm 2010. Con số này hơi thấp hơn sản lượng cao kỷ lục năm 1992 vào khoảng 7,5 triệu tấn. Tốc độ tăng sản lượng chủ yếu là do mở rộng sản xuất ở các quốc gia đang phát triển, với tốc độ tăng 128%. Cùng thời gian này, sản lượng ở các nước đang phát triển thực sự giảm. Sản lượng thuốc lá tăng của Trung Quốc là yếu tố riêng lẻ lớn nhất góp phần làm tăng sản lượng trên toàn cầu. Trung Quốc chiếm lĩnh thị trường thế giới với sản lượng tăng từ 17% năm 1971 lên 47% năm 1997. Sự tăng trưởng này có thể giải thích một phần là do thuế suất nhập khẩu cao đối với thuốc lá bên ngoài vào Trung Quốc. Trong khi thuế suất này giảm từ 64% năm 1999 xuống còn 10% năm 2004, nó vẫn dẫn đầu ở mức địa phương, xí-gà Trung Quốc được ưa thích hơn do giá thấp.
Mỗi năm 6,7 triệu tấn thuốc lá được sản xuất trên toàn thế giới. Các quốc gia sản xuất nhiều nhất là Trung Quốc (39,6%), Ấn Độ (8,3%), Brazil (7,0%) và Hoa Kỳ (4,6%).

## Hình ảnh

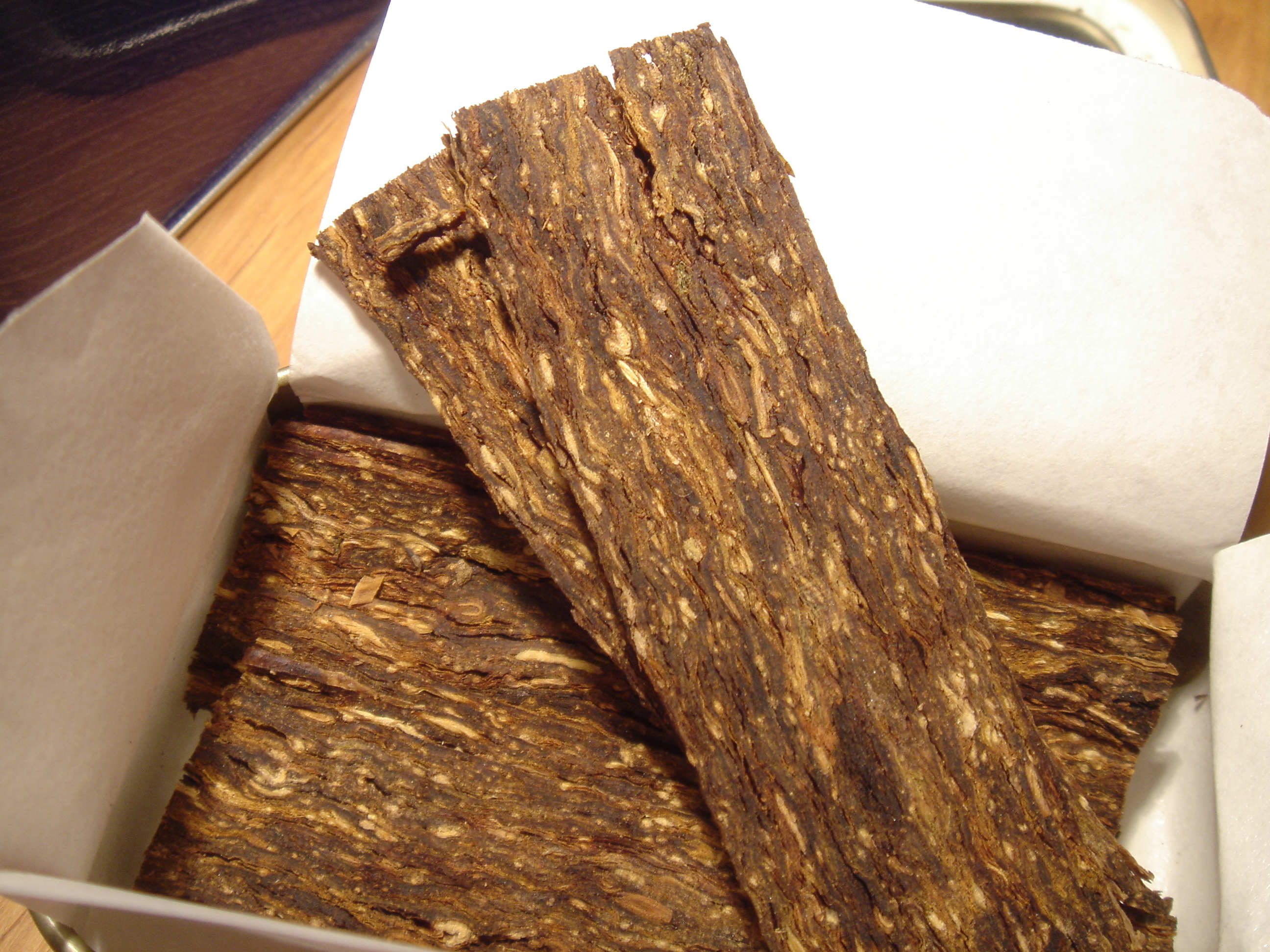
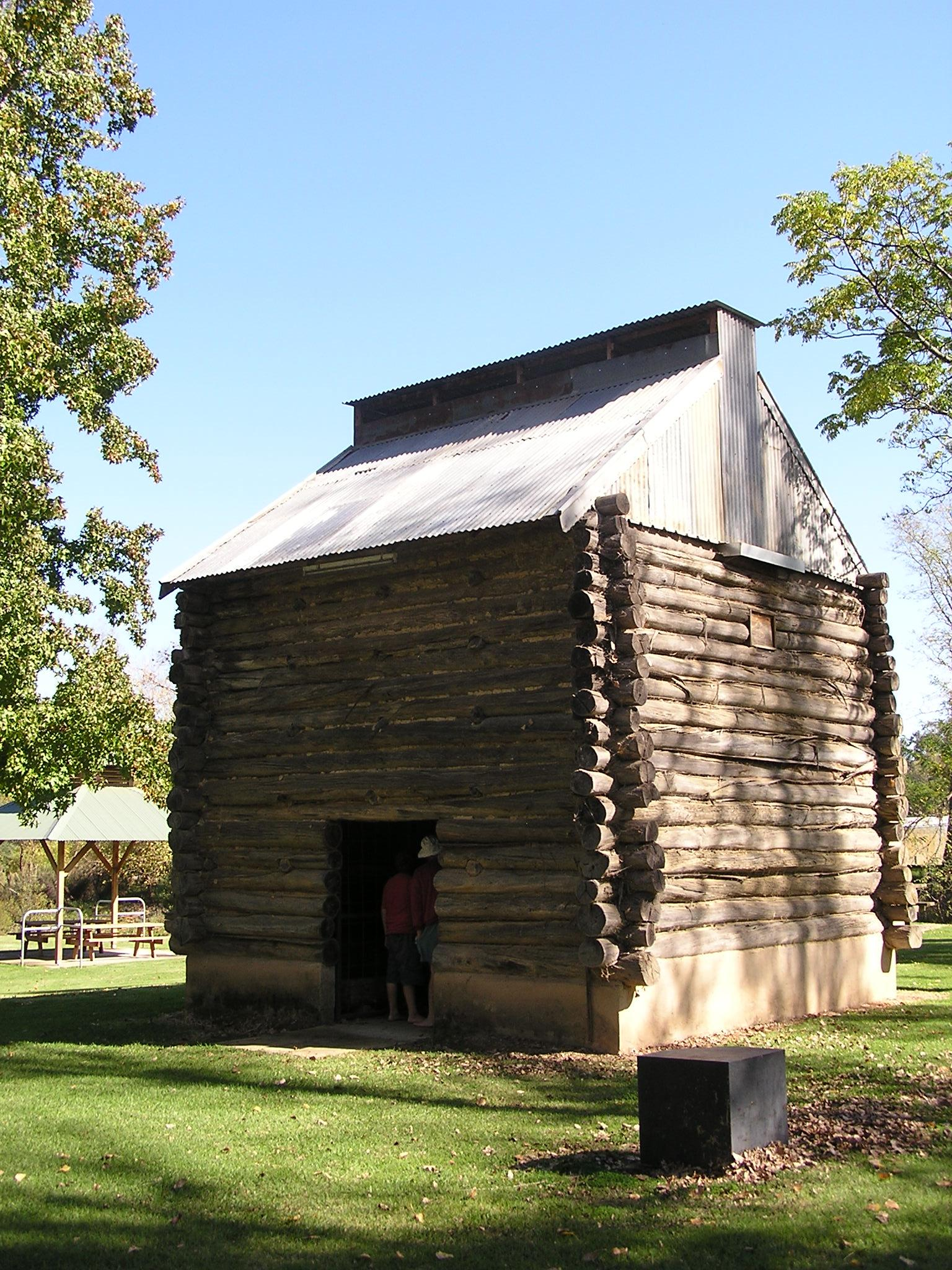
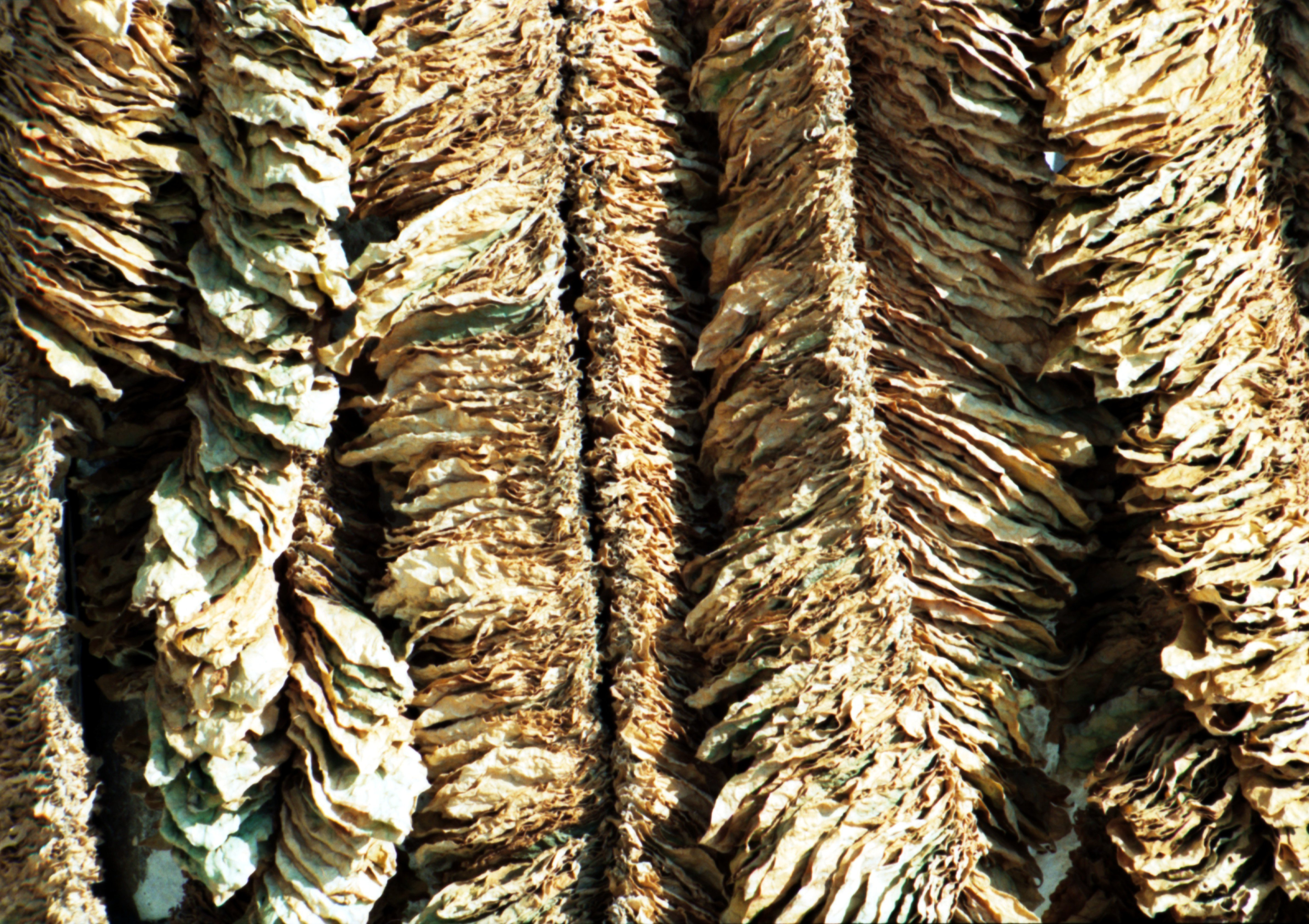
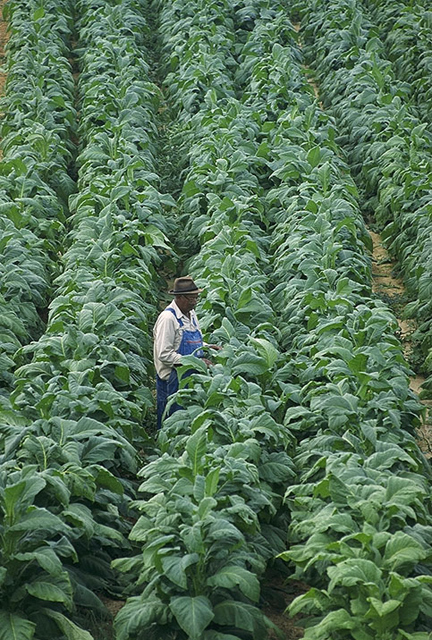
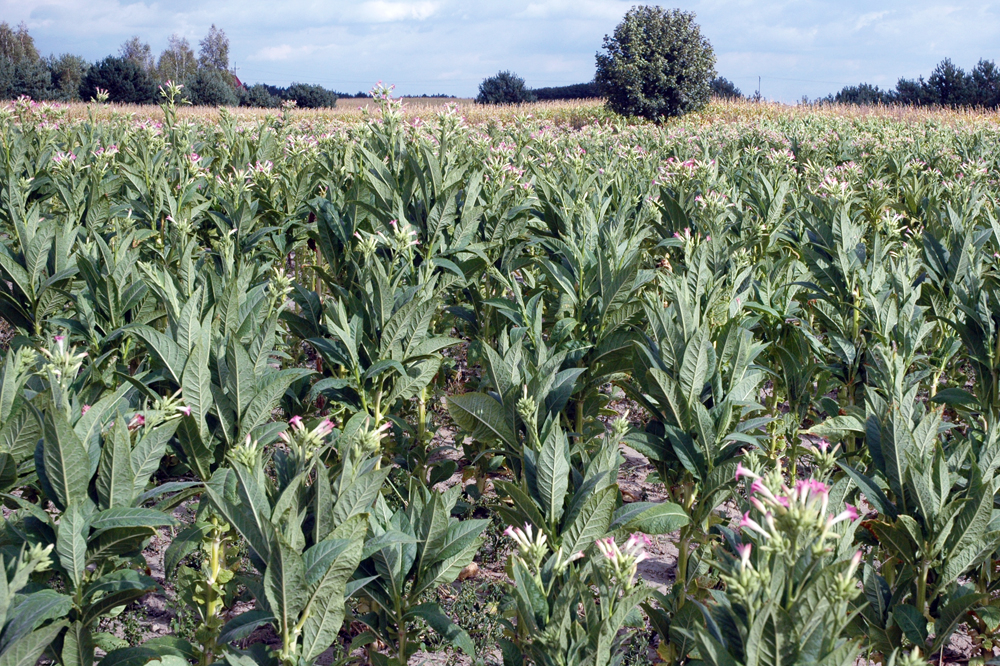
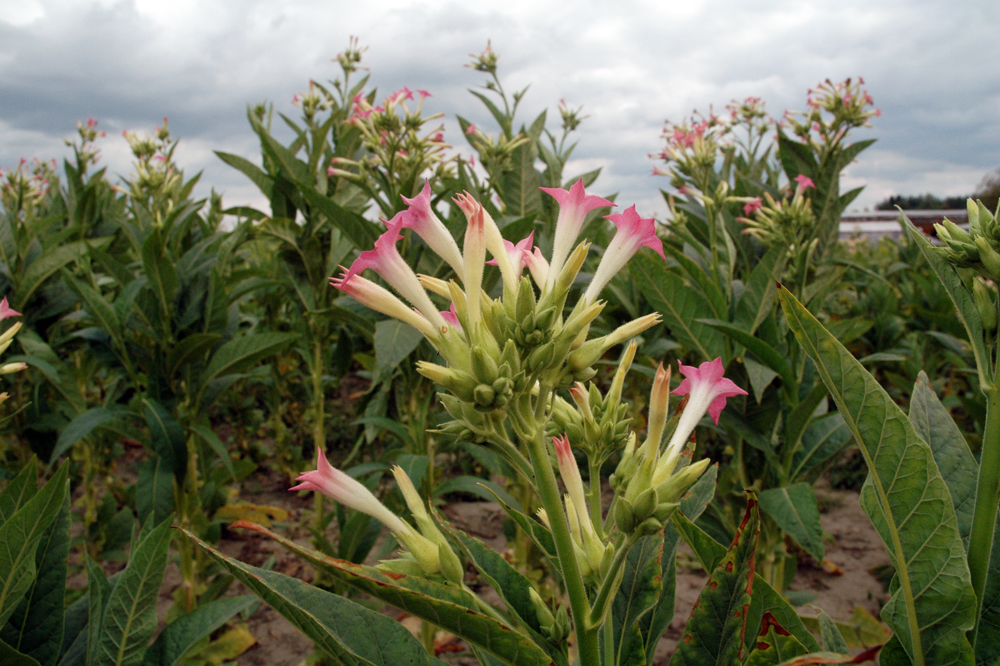

### Sách
- "WHO REPORT on the global TOBACCO epidemic" (PDF). World Health Organization. 2008. Truy cập ngày 1 tháng 1 năm 2008.
- "The Global Burden of Disease 2004 Update" (PDF). World Health Organization. 2008. Truy cập ngày 1 tháng 1 năm 2008.
- G. Emmanuel Guindon, David Boisclair (2003). "Past, current and future trends in tobacco use" (PDF). Washington DC: The International Bank for Reconstruction and Development / The World Bank. Truy cập ngày 2 tháng 1 năm 2008.
- The World Health Organization, and the Institute for Global Tobacco Control, Johns Hopkins School of Public Health (2001). "Women and the Tobacco Epidemic: Challenges for the 21st Century" (PDF). World Health Organization. Truy cập ngày 2 tháng 1 năm 2009.{{Chú thích web}}:  Quản lý CS1: nhiều tên: danh sách tác giả (liên kết)
- "Surgeon General's Report — Women and Smoking". Centers for Disease Control and Prevention. 2001. Truy cập ngày 3 tháng 1 năm 2009.
- Richard Peto, Alan D Lopez, Jillian Boreham, and Michael Thun (2006). "Mortality from Smoking in Developed Countries 1950-2000: indirect estimates from national vital statistics" (PDF). New York, NY: Oxford University Press. Bản gốc (PDF) lưu trữ ngày 24 tháng 2 năm 2005. Truy cập ngày 3 tháng 1 năm 2009.{{Chú thích web}}:  Quản lý CS1: nhiều tên: danh sách tác giả (liên kết)
- Gilman, Sander L.; Zhou, Xun (2004). Smoke: A Global History of Smoking. Reaktion Books. ISBN 9781861892003. Truy cập ngày 1 tháng 1 năm 2009.
- "Cancer Facts and Figures 2004: Basic Cancer Facts". American Cancer Society. Bản gốc lưu trữ ngày 12 tháng 2 năm 2009. Truy cập ngày 21 tháng 1 năm 2009.
- Environmental and Heritable Factors in the Causation of Cancer — Analyses of Cohorts of Twins from Sweden, Denmark, and Finland. Quyển 343. Paul Lichtenstein, Ph.D., Niels V. Holm, M.D., Ph.D., Pia K. Verkasalo, M.D., Ph.D., Anastasia Iliadou, M.Sc., Jaakko Kaprio, M.D., Ph.D., Markku Koskenvuo, M.D., Ph.D., Eero Pukkala, Ph.D., Axel Skytthe, M.Sc., and Kari Hemminki, M.D., Ph.D. New England Journal of Medicine. 2000. Bản gốc lưu trữ ngày 19 tháng 6 năm 2010. Truy cập ngày 21 tháng 1 năm 2009.{{Chú thích sách}}:  Quản lý CS1: khác (liên kết)
- Montesano, R., and Hall, J. (2001). "Environmental causes of human cancers". European Journal of Cancer. Truy cập ngày 21 tháng 1 năm 2009.{{Chú thích web}}:  Quản lý CS1: nhiều tên: danh sách tác giả (liên kết)
- Janet E. Ash, Maryadele J. O'Neil, Ann Smith, Joanne F. Kinneary (1997) [1996]. The Merck Index (ấn bản thứ 12). Merk and Co. ISBN 0412759403.{{Chú thích sách}}:  Quản lý CS1: nhiều tên: danh sách tác giả (liên kết)